# Durenque
Durenque település Franciaországban, Aveyron megyében. Lakosainak száma 524 fő (2022. január 1.). Durenque Alrance, Auriac-Lagast, Lestrade-et-Thouels, Réquista, La Selve és Villefranche-de-Panat községekkel határos.

## Népesség
A település népességének változása:
| Lakosok száma | 862  | 805  | 724  | 560  | 546  | 529  | 524  | 523  | 523  | 524  |
|               | 1968 | 1982 | 1990 | 2006 | 2013 | 2015 | 2017 | 2019 | 2020 | 2022 |